# Peñarrubia
Peñarrubia (Bayan ng Peñarrubia, Abra) är en kommun i Filippinerna. Kommunen ligger på ön Luzon, och tillhör provinsen Abra. Folkmängden uppgår till 6 443 invånare.
Peñarrubia är indelat i 9 barangayer.